# GSC1860-172
GSC1860-172 — хімічно пекулярна зоря спектрального класу A0, що має видиму зоряну величину в смузі V приблизно  0,0.